# Inoue Genzaburō
Inoue Genzaburo (井上 源三郎 (Tỉnh Thượng Nguyên Tam Lang) Inoue Genzaburō, 4 tháng 4, 1829-29 tháng 1, 1868) được sinh ra ở tỉnh Bushu (nay nằm ở miền đông Tokyo) và là con trai thứ ba của Inoue Tozaemon. Ông là đội trưởng đội 6 của đảng Shinsengumi.

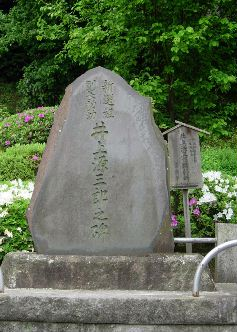
Viên đá

Giống như anh của ông, Inoue Matsugoro, Genzaburō học kiếm ở trường Tennen Rishin Ryu vào năm 1847 và sau đó được nhận vào trường Menkyo năm 1860. Tuy nhiên, mọi người đã nghĩ sai là lúc đó ông sống ở Shieikan. Năm 1863, ông đã được Kondō Isami thu nhận vào đảng Roshigumi (sau này đổi tên thành Shinsengumi) cùng một số thành viên khác ở Shieikan.
Kondō đã đặt niềm tin của mình vào Genzaburō vì ông là người đứng đắn và có năng lực. Ông đã bắt giữ 8 thành viên của tổ chức Duy tân chí sĩ trong sự kiện Ikedaya vào năm 1864.
Genzaburō Inoue đã chết tại cuộc chiến Toba-Fushimi vào tháng 1 năm 1868. Cháu trai của ông, Inoue Taisuke, đã chôn cất cái đầu cùng với thanh kiếm của ông ở một ngôi chùa gần Osaka. 
Genzaburō Inoue có bà con với Okita Sōji. Ông có một thanh kiếm tên là Shirakawazumi Kanetsune (白川住兼常, Bạch Xuyên Trú Kiêm Thường).